# 老人福祉施設
老人福祉施設（ろうじんふくししせつ）とは、老人デイサービスセンター、老人短期入所施設、養護老人ホーム、特別養護老人ホーム、軽費老人ホーム、老人福祉センター及び老人介護支援センターの総称である。老人福祉法第5条の3において、そのように定義されている。

## 種類
老人デイサービスセンター（老人福祉法第20条の2の2）
老人デイサービスセンターとは、おおむね65歳以上の高齢者で、心身の障害があり日常生活に困難がある人を対象に、給食サービス、入浴サービス、日常生活動作訓練やレクリエーションなどを行う日帰り介護施設。対象となる高齢者は、以下の通り（老人福祉法施行令第8条）。
- 行政の措置によって通わせる者（65歳以上の者であって、身体上又は精神上の障害があるために日常生活を営むのに支障がある者が、やむをえない事由により介護保険法に規定する通所介護を利用することが著しく困難であると認められるとき）。
- 介護保険法その他の政令で利用を認められた者。

老人短期入所施設（老人福祉法第20条の3）
老人短期入所施設とは、家族の出張や冠婚葬祭などの理由で、居宅介護を受けていた65歳以上の高齢者が、一時的に介護を受けることが困難になった場合に短期間入所できる施設。対象となる高齢者は、以下の通り（老人福祉法施行令第9条）。
- 行政の措置によって通わせる者（65歳以上の者であって、身体上又は精神上の障害があるために日常生活を営むのに支障がある者が、やむをえない事由により介護保険法に規定する通所介護を利用することが著しく困難であると認められるとき）。
- 介護保険法その他の政令で利用を認められた者。

養護老人ホーム（老人福祉法第20条の4）
身の周りのことがある程度できる65歳以上（特別な理由がある場合は60歳以上）の高齢者や、身よりがなく経済的理由で居宅での生活が困難な高齢者を対象とする施設。特別養護老人ホームと違い介護保険施設では無いため、入所申込は市町村に対して行う。
特別養護老人ホーム（介護老人福祉施設、老人福祉法第20条の5）
対象となる高齢者は老人福祉法施行令第10条に定められる。
- 介護保険法その他の政令で利用を認められた者。
- また行政による入所措置対象である。身体上又は精神上著しい障害があるために常時の介護を必要とし、かつ介護保険法による施設への入所が困難な老人を対象とする。

軽費老人ホーム（老人福祉法第20条の6）
軽費老人ホームとは、無料又は低額な料金で、比較的自立して生活できる60歳以上（または夫婦のどちらかが60歳以上）の高齢者を対象に、食事の提供その他日常生活上必要な便宜を供与することを目的とする施設（一般的には低額な料金で食事や生活など必要なサービスを付帯させた個室住居の提供を行う施設）のことである。食事サービスのあるA型、自炊を前提とするB型、食事や生活介護などが付帯するC型（ケアハウス）の3つの種類がある。
老人福祉センター（老人福祉法第20条の7）
老人福祉センターとは、無料又は低額な料金で、老人に関する各種の相談に応ずるとともに、老人に対して、健康の増進、教養の向上及びレクリエーションのための便宜を総合的に供与することを目的とする施設のことである。 A型（高齢者の生活相談や健康相談、老人クラブの援助など地域の拠点となる施設）、特A型（A型の目的に加えて特に保健・健康増進の取り組みを強化した施設）、B型（A型や特A型を補完する比較的小規模な施設）がある。
老人介護支援センター （老人福祉法第20条の7の2）
老人介護支援センターとは、老人福祉に関する専門的な情報提供、相談、指導や、居宅介護を受ける老人とその養護者などと老人福祉事業者と間の連絡調整、その他援助を総合的に行うことを目的とする施設のことである。

## 第三者評価
一方で老人福祉施設の持つ不透明性から公的機関による客観的な第三者評価を行うという流れもある。福祉サービスの第三者評価事業は、1997年、厚生省（当時）において検討が始まった社会福祉基礎構造改革において、その理念を具体化する仕組みの一つとして位置づけられた。社会福祉基礎構造改革は、社会環境の変化による国民の福祉需要の増大・多様化を背景として、戦後50年にわたる社会福祉事業法に基づいた社会福祉諸制度の共通的な基盤制度の見直しを図ろうとしたものである。
その後、2003年には以下のような形式でまとめられた。
「サービスの提供過程、評価などサービスの内容に関する基準を設ける必要がある。これを踏まえ、施設、設備や人員配置などの外形的な基準については、質の低下を来たさないよう留意しつつ、弾力化を図る必要がある。
サービス内容の評価は、サービス提供者が自らの問題点を具体的に把握し、改善を図るための重要な手段となる。こうした評価は、利用者の意見も採り入れた形で客観的に行われることが重要であり、このため、専門的な第三者評価機関において行われることを推進する必要がある。
又、2000年6月に施行された社会福祉法第78条では福祉サービスの質の向上のための措置等に関して、「福祉サービスの質の向上のための措置等」として次のように規定された。
第78条
1. 社会福祉事業の経営者は、自らその提供する福祉サービスの質の評価を行うことその他の措置を講ずることにより、常に福祉サービスを受ける者の立場に立って良質かつ適切な福祉サービスを提供するよう努めなければならない。
2. 国は、社会福祉事業の経営者が行う福祉サービスの質の向上のための措置を援助するために、福祉サービスの質の公正かつ適切な評価の実施に資するための措置を講ずるよう努めなければならない。

社会福祉法第78条第2項では、国は、福祉サービスの質の公正かつ適切な評価の実施に資するための措置を講じるよう規定しており、福祉サービスの第三者評価事業はこの規定に基づき国が基盤づくりを進めている。
2007年11月現在、広島県を除く全ての地方自治体で、任意の制度として福祉サービス第三者評価制度が実施されている。もっとも熱心に取り組む東京都は、3年に一度の受審を義務として課した。

## 概要と目的
老人福祉センターは、地域の老人に対して各種の相談に応ずるとともに、健康の増進、教養の向上及びレクリエーションのための便宜を総合的に供与しもって老人に健康で明るい生活を営ませることを目的とする。

## 特徴
老人福祉センターは、娯楽室や大広間、会議室や機械回復訓練室などを備えていて、なかにはゲートボール場や浴場、宿泊施設までもつ施設もある。老人クラブの会合や文化教室などに利用されることが多い。なお、介護施設ではないため、介護サービスの提供はない。介護が必要な場合は利用者側で対応する必要がある。

## 現状
老人福祉センターにおいては、これまで、教養娯楽室、浴場及び健康器具等を設置し、「憩い・くつろぎ」「生きがい（趣味活動）」といった機能を中心に運用がされてきた。しかし、現在は浴場や娯楽設備の利用者をはじめとする利用者の固定化が進み、一部の利用者にとっての「憩い・くつろぎ」の場、「生きがい（趣味活動）」の場となっている。